# Ryoji Yamanaka
Ryoji Yamanaka (山中 良二 Yamanaka Ryoji?, nacido el 19 de abril de 1983 en Oita) es un exfutbolista japonés. Jugaba de defensa y su único club fue el Mito HollyHock de Japón.

## Trayectoria

### Clubes
| Club           | País  | Año         |
| -------------- | ----- | ----------- |
| Mito HollyHock | Japón | 2002 - 2003 |